# Johann Drewitz
Johann Ernst Drewitz (* 9. Februar 1761 in Berlin; † 22. April 1845 in Dresden) war ein deutscher Theaterschauspieler.

## Leben und Wirken
Er war der Sohn eines Posamentierwarenhändlers aus Berlin. Nach dem Schulbesuch ging er zunächst zum Ballett, dann zur Bühne bei Carl Theophil Doebbelin. Zuerst spielte er Liebhaberrollen, später Rollen im älteren Fach in Berlin, Leipzig und Dresden, zuletzt bis zur Pensionierung 1821 am Königlichen Hoftheater. In erster Ehe heiratete er die Soubrette Caroline Sophie Altfilist (1776–1813) und nach deren Tod die Schauspielkollegin Friederike Jentsch.